# Socialistiska republiken Bosnien och Hercegovina
Socialistiska republiken Bosnien och Hercegovina (serbokroatiska: Socijalistička Republika Bosna i Hercegovina, Социјалистичка Pепублика Босна и Херцеговина), fram till 1963 kallad Folkrepubliken Bosnien och Hercegovina, var en socialistisk delstat inom Socialistiska federativa republiken Jugoslavien. Den skapades på ett antifascistiskt möte i Mrkonjić Grad den 25 november 1943. Den socialistiska republiken avskaffades 1990 då man stängde igen de kommunistiska institutionerna och övergick till marknadsekonomi, och som Republiken Bosnien och Hercegovina utropade man sig självständigt från Jugoslavien 1992. Bosniska staten kontrollerades fram till 20 december 1990 av Savez komunista Bosne i Hercegovine.
Huvudstaden var Sarajevo, vilket även kom att gälla efter självständighetsförklaringen.